# Lista över konstgallerier i Göteborg
Detta är en lista över historiska och aktiva gallerier och andra institutioner, som visar konst för allmänheten, i Göteborg. 

## Numerisk
- Galleri 1, Erik Dahlbergsgatan 14, från 2018 Galleri Hammarén, 1970-tal? - fortfarande aktivt
- Galleri 54, olika adresser, idag Kastellgatan 7, 1959 - fortfarande aktiv
- Galleri 69, Engelbrektsgatan 57, Hedåsgatan 4,  Kungsportsavenyn 41, Götabergsgatan 24 - fortfarande aktivt
- Galleri 300m³, Kastellgatan, 2003 - 2009

## A
- Aberg Gallery, Götabergsgatan 24, 1969
- Art Now Gallery, Götabergsgatan 32, sedan 1982 - numera vid Reningsverksgatan 12 i Västra Frölunda
- A Gallery, Tredje Långgatan, 1996 - fortfarande aktivt
- Galleri AE, Molinsgatan 11, 1967 - 1983
- Galleri Alex, Storgatan 4, 1974
- Galerie Ariane, Linnégatan 40, 1967 - ?
- Galleri Ars Nova, 1985 - 1990-tal
- Galleri Art-on, 1987 - 2010
- Galleri Arte, Rosenlundsgatan 6, 1961
- Galleri Art Now, Götabergsgatan, 1982 - detta är samma som Art Now Gallery
- Galleri Art On Wheels, 1998-2003 (bytte sedan namn till Galleri Art on)
- Galleri Aveny, Teatergatan, 1950-tal, återöppnade 1975 - (Hette först Konstgalleriet), numera Kastellgatan19 - aktiv
- Avenyn 18, Kungsportsavenyn 18, 1969-1970

## B
- Galleri Backlund, Karl Gustavsgatan 13  - aktiv
- Galerie Barbarossa, Chalmersgatan, 1969
- Galerie von Bartha Lönn, Chalmersgatan 23, 1976
- Galleri B.E.O, Västergatan 5, 1976
- Galleri Bergman, 1990-tal?
- Bergrummet, Konstepidemin, 1990-tal - fortfarande aktivt
- Björnessons konsthandel, Västra Hamngatan 15, 1960- 1970-tal?
- Galleri BOX, Kastellgatan 10, 1998 - aktiv
- Galleri Box 2 (Kungshöjd), Arsenalsgatan, 2000-tal

## C
- Canevaz Gallery, Vasagatan 5, 41124, Göteborg (0730-929360)
- Galleri Carneol, Södra vägen 2, 1968 - 1978 (hette först Galleri Leger. Bytte efter 1978 namn till Galleri Garmer)
- Galleri Chagall, Hedåsgatan, 1968
- Gallerie Chritinae, Köpmansgatan 18, 1961 - 1970-tal?
- Galleri Cosmopolitan, Kronhusgatan, 1997 - fortfarande aktivt

## D
- Galleri Dunér, ? - fortfarande aktivt

## E
- Edward Thordén Gallery, Götabergsgatan 18, 1973 - 1978 (bytte sedan namn till Thordén Wetterling Gallery)
- Galleri Elisabeth Haeger, Berzeliigatan 5, 1975-1977
- Galleri Expansiv, Hantverkargatan 4, Landala, 1968 - 1970

## F
- Galleri Fabrik, Gårda, 1980- 1990-tal
- Fahlnaes konstsalong, Erik Dahlbergsgatan 32, 1973 - 1979
- Femmans konstsalong, olika adresser, 1972 - 1974
- Galleri Ferm, Karl Gustavsgatan, 1980-tal - fortfarande aktivt

## G
- Galleri Galax, Götabergsgatan 26, 1973 - ?
- Galleri Garmer, Södra vägen 2, 1978 - ? (Hette tidigare Galleri Leger och Galleri Carneol)
- Galleri Gneib, Engelbrektsgatan 67, 1970
- Galleri God Konst, olika adresser, 1941 - 1970-tal?
- Galleri Gufot, Övre Husargatan, 1995 - 1999
- Grafik i Väst, Storgatan 20, ? - aktiv
- Göteborgs konstförening, Södra vägen 2 - aktiv
- Göteborgs Konsthall, Götaplatsen, 1923 - aktiv

## H
- Hagahuset, Södra Allégatan 4, 1972 - 1973
- Galleri Heden, Engelbrektsgatan 67, 1967 - 1970?
- Galleri Hellsing, Engelbrektsgatan 57, 1976 - 1977
- Hemma Hos Linderoth/Fornander, 1990-tal
- Galleri Hit, Älvsborgsgatan, 2000-tal - fortfarande aktivt
- Galleri Hnoss, Konstepidemin, 1997
- Galleri Husar, Övre Husargatan, 1968

## I
- Galleri Inter Art, 1980-tal

## K
- Kenneth Åberg Konsthandel, 1969 - fortfarande aktivt
- Galleri Kalejda, Västergatan 19, 1966
- Kaustik, Kastellgatan 19, 2005
- Galleri Keruben, Götabergsgatan, 1970-tal - 1990-tal?
- Galleri Konstepidemin, Konstepidemins väg 6 - aktiv
- Galleri Klippan, olika adresser, 1965 - 1969
- Klippans kulturreservat, Klippgatan, 1960-tal
- Konstfrämjandet, Linnegatan 59 & Korsvägen, 1973 - 2001?
- Konstgalleriet, Teatergatan 26, 1940-tal - 1950-tal. (Bytte namn till Galleri Aveny)
- Galleri konst i hemmiljö, Kondorsgatan, Mölndal, 1973
- Konstnärscentrum väst/Galleri KC, Erik Dahlbergsgatan 6 -  aktiv
- Galleri Cosmopolitan, olika adresser, Kronhusgatan 2, 1997 - fortfarande aktivt
- Galleri Kusten, Klippgatan, 1967 - ?

## L
- Galleri Landala, Karl Gustavsgatan, Landala, 1967 - 1970-tal
- Galleri Leger, Södra vägen 2, 1966 - 1967 (bytte sedan namn till Galleri Carneol)
- Galleri Liseberg, 1993 - ?
- Lorensbergs konstsalong, Arkivgatan 8, 1942 - 1982
- Galleri Lorensberg, Lorensbergsgatan 18, 1989 - 1997
- Långedrags galleri, Saltholmsgatan 23, 1968 - ?

## M
- Miva Fine Art Galleries, Korsgatan 18 - aktiv
- Galleri Majnabbe, Taubegatan 9, Kustens hus, 1972 - aktiv
- Galleri Malmgran, Götabergsgatan 28, 1973 - ? Fanns fortfarande 1982.
- Galleri Maneten, olika adresser, 1958 - 1990-tal
- Martini Projects, olika adresser, 2011 - ?
- Galleri Mebius, Berzeliigatan 9, 1977 - ?
- Galerie Minimale, Gobraltargatan 54, 1969
- Galleri Mistral, Prinsgatan 9, 1965
- Modern Nordisk Konst, Sten Sturegatan 25 & Tegnersgatan 24, 1966 - 1973
- Galleri Mors Mössa, Husargatan 11, 1973 - 2016
- Mässhallen, Götaplatsen, 1940-tal - 1960-tal

## N
- Galleri Nils Åberg, Götabergsgatan 24, 2010 - numera på Kungsgatan 7 - aktiv
- Galleri Nordenhake, fortfarande aktivt
- Nordhemsgatans Konst, Andra Långgatan, 2000-tal - fortfarande aktivt
- Ny konst, Drottninggatan/Fredsgatan, 1918-1925

## O
- Galleri Oijens, Erik Dahlbergsgatan, ?
- Galleri Oro, Karl Johansgatan 146, 2006 - fortfarande aktivt
- Galleri Oktober (i anslutning till Oktoberbokhandeln), 1976 - 1978?
- Galleri Olab, Erik Dahlbergsgatan, 1977

## P
- Pan club, Lilla klädpressaregatan, 1968 - ?
- Pannrummet, Konstepidemin, 1990-tal - aktiv
- Galleri Pictor, bl.a. på Storgatan 41 (flyttade 1996 till Munka Ljungby), 1977 - 1996 (fortfarande aktivt i Skåne)
- Galleri Plantage, 1990-tal?
- Galleri PS, Kaponjärgatan 4, 1995 - aktiv
- Galleri Paletten , Husargatan 37, 411 22 Göteborg (Bosses konst och ramaffär)(info från baksida av tavla målad -74 ~1974)

## R
- RiverCity Gallery, Monsungatan 57, 2014 - aktiv
- Galleri Rotor (Konsthögskolan Valands studentgalleri), olika adresser, fortfarande aktivt
- Röda sten konsthall, 1990-tal - aktiv
- Rum För Aktuell Konst, 1993-1997
- Galleri Rönneberg, Getebergsäng, 1960 - ?
- Galleri Röva, Pusterviksgatan, 1990-tal
- RUM26, Tredje Långgatan 26, 2009 - fortfarande aktivt

## S
- Galleri Shirvan, Lorensbergsgatan 10, 1969 - 1970-tal?
- Skolgatan 21, Skolgatan 21, 1970-tal?
- Skup palet, Banehagsgatan 1p, 2009 - fortfarande aktivt
- Sparbankshallen, Kungsportsavenyn 3 & Kungsportsavenyn 34, 1964 - 1970-tal?
- Sprängkullen, Sprängkullegatan 19A, 1974 - 1986
- Studentkåren, Götabergsgatan 17, 1968-1969
- Galleri Sub bau, olika adresser, 1980- 2000-tal
- Svenska mässans konstsalong, Svenska mässan, Mässans gata, 1957 - ?
- Studio42, Slottsskogsgatan 27 (och ambulerande ), -aktivt [1]

## T
- Galleri Thomassen, 1990 på Götabergsgatan 26, sedan 2014 på Götabergsgatan 32 - aktiv
- Teatergalleriet, 1970-tal
- Two Little Birds Café och Konsthantverk, Andra Långgatan 5, 2010 - ?

## U
- Galler Uddenberg, Kastellgatan 7 - aktiv

## V
- Vasa konsthall, 2000-tal - ?
- Galleri Viktoria, Viktoriagatan 11, 1972 - fortfarande aktivt
- Galleri Wilkenson, Kyrkogatan 42, 1968 - ?
- Vita Rosen, Bangatan 10, 2011 - fortfarande aktivt

## W
- Wallin Eriksson Konsthandel, Götaplatsen, 1966 - ?
- Thordén Wetterling Gallery, olika adresser, 1973 - fortfarande aktivt
- Galleri Win-win, 2000-tal

## Y
- Galleri Yeans, Arsenalsgatan, 2000-tal

## Ö
- Galleri Öhrström, Lundgrensgatan 14, 2000-tal